# Bardu Bygdetun
Bardu Bygdetun är ett norskt friluftsmuseum i Salangsdalen, elva kilometer sydväst om Setermoen i Bardu kommun i Troms fylke. Det ingår i Midt-Troms Museum. 
På Bardu Bygdetun finns ett antal byggnader, de flesta från 1860-talet: manbyggnad, loge, stall, smedja, kvarn, trösklada, skolhus och härbre. 

## Byggnader
- Manbyggnaden är från Lundamo gård, där den uppfördes 1868 av Morten Olsen Lundamo och Barbro Nilsdatter Livelten. Barbro Nilsdatter Livelten erhöll en del av sin fars gård Livelten, och paret uppförde där Lundamo gård. Manbyggnaden har arbetade fönsterinramningar och ytterdörrar. Det är ett tvåvåningshus med vindsvåning. Det stora rummet i bottenvåningen är delat i ett kök och en stuga. I stugan finns en stor eldstad. Bakom farstun finns en sängkammare och från farstun går en brant trappa upp till ovanvåningen. I köket finns ytterligare en trappa upp till ovanvåningen, som har tre kammare.

På den ursprungliga Lundamogården fanns manbyggnad, stall, ladugård, härbre och trösklada. Tunet har utökats med Skolhuset 1975 och Toftakerstugan 1976. Bardu kommun köpte tunet 1969.
- Stallet byggdes på Lundamo omkring 1875, men blev senare flyttat till Nesmoen, där en syster till Morten Olsen bodde. Det återuppfördes 1974-1975 på Lundamo. Det restaurerades 1999. Det har ett tak med näver och torv.
- Härbret byggdes 1868 av Morten Olsen Lundamo.
- Skolhuset i Kobberyggen är från Nerli gård i Midtli och byggdes 1895. Det är ett timmerhus med tak av näver och torv. Vid sekelskiftet 1800/1900 gick åtta-tio elever i skolan. När skolhuset 1975 flyttades till Bardu Bygdetun, inreddes det med skolbänkar från Fredly skole i Salangsdalen och med skolbänkar och kateder från Breidablikk skole i Østerdalen. Kaminen är från 1900 och har tidigare stått i Bergstad i Sørskogen.
- Toftakerstua byggdes 1870 av skräddaren Sivert Toftaker (född 1834) från Oppdal. Dess timmer är delvis av grov storlek. Sålunda har den norra gaveln endast en stock under fönstret, vilken är närmare 70 centimeter bred. Försvarsmakten flyttade Toftakerstua från Toftakerlia till 1. bataljon 1905. Där användes den som bostadshus, verkstad och kontor till 1976, då den flyttades till Lundamo.